# Montée de la Grande-Côte
Pour les articles homonymes, voir Grande-Côte.
La montée de la Grande-Côte, ou de la Grand'Côte, est une voie du quartier des pentes de la Croix-Rousse dans le 1er arrondissement de Lyon, en France. Elle tire son nom de sa forte déclivité en reliant le quartier des Terreaux au plateau de la Croix-Rousse.
Partant de la place des Capucins, la voie remonte sur la colline de la Croix-Rousse sur 400 mètres, traversant le jardin de la Grande Côte jusqu'à son extrémité sur l'esplanade Fernand-Rude.

## Odonymie
Pratique typique du Moyen Âge, l'odonyme est défini par sa fonction et par la topographie. Ainsi, la forte dénivellation qui caractérise la voie a conduit l'usage populaire à la nommer montée de la Grande-Côte. Une variété de graphies telles que montée de la Grand'Cote a été observée au cours du temps.

## Histoire

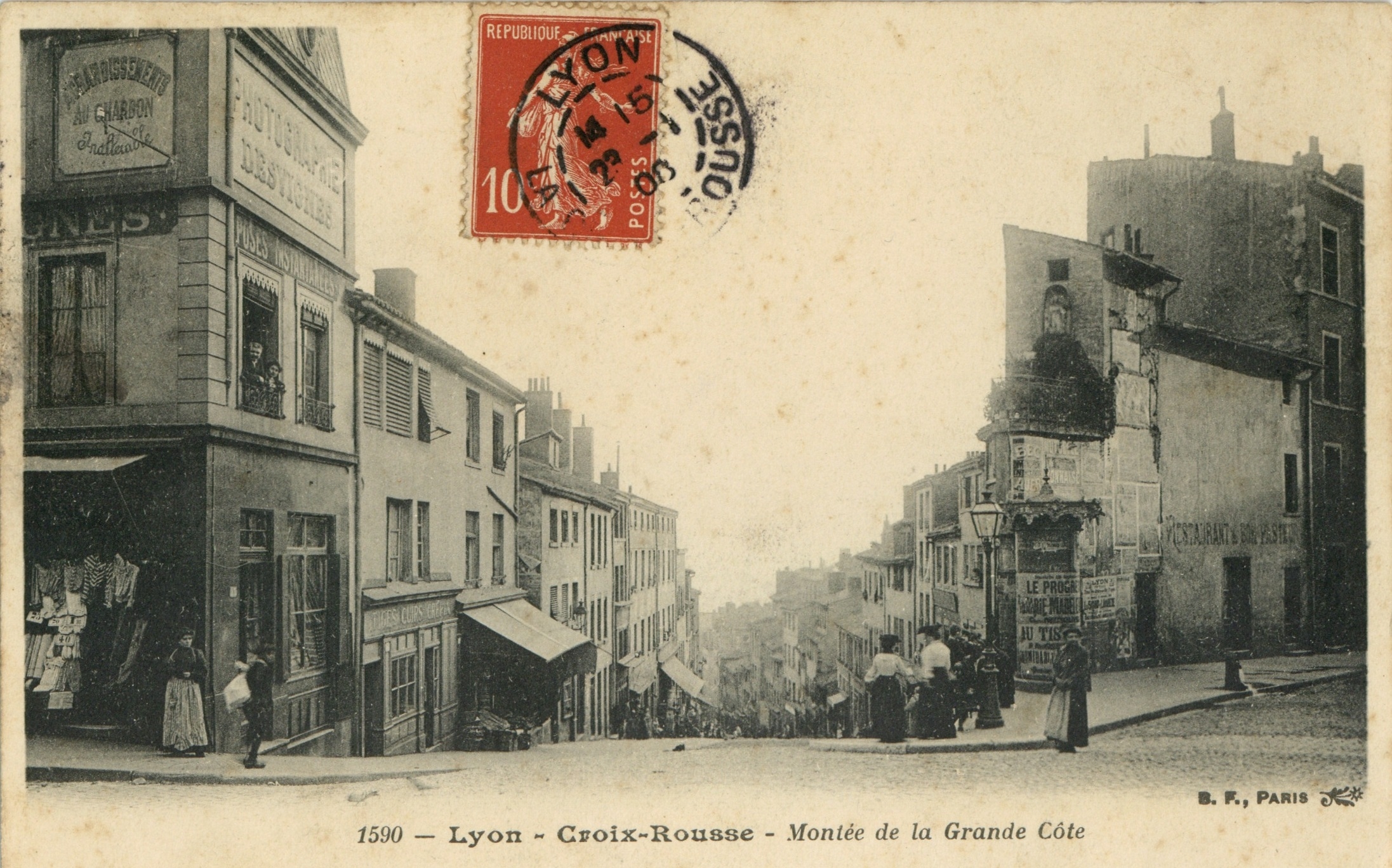
La Grand'Côte vers 1900, au niveau de l'actuelle esplanade et de la rue Jean-Baptiste-Say.

Au Moyen Âge, cette montée est encore un chemin de campagne, bordé de terrains agricoles et notamment de vignes. Dès le XVIe siècle, devenant un axe majeur de liaison d'entrée et de sortie de la Presqu'île par le nord depuis la porte Saint-Sébastien (ou de la Croix-Rousse), elle s'urbanise progressivement. De beaux immeubles avec fenêtres à meneaux témoignent de cette époque et de cette urbanisation précoce (le reste de la colline ne se couvrant d'immeubles majoritairement qu'à partir du XVIIIe siècle).
Alors que le reste des pentes et le plateau de La Croix-Rousse étaient principalement occupées par des congrégations religieuses, la Grand'Côte accueillait déjà de nombreux Canuts. En 1788, on y dénombrait 705 métiers à tisser. Leur nombre s’accrut ensuite avec l’urbanisation des Pentes.
La Grand'Côte devint alors le point de passage des ouvriers qui descendaient à Lyon, vers les Capucins (le quartier des négociants ou de la Condition des soies). Elle fut notamment empruntée par les manifestants lors de la Révolte des canuts en 1831.
De 1854 à 1930, la rue des Pierres Plantées fut incorporée à la montée de la Grande Côte.
À partir de 1971, la municipalité adopte un projet de rénovation de la montée de la Grande-Côte, conduisant à quelques manifestations de défense du quartier. Une partie des bâtiments dans la partie supérieure de la montée sont détruits créant une trouée bien visible dans le tissu urbain. À partir de 1999, cette section est réaménagée conduisant à la création du jardin de la Grande Côte et de l'esplanade Fernand-Rude, offrant un panorama sur la ville.
La partie entre la rue des Tables Claudiennes et la rue Burdeau est la seule à avoir conservé sa largeur d’origine.

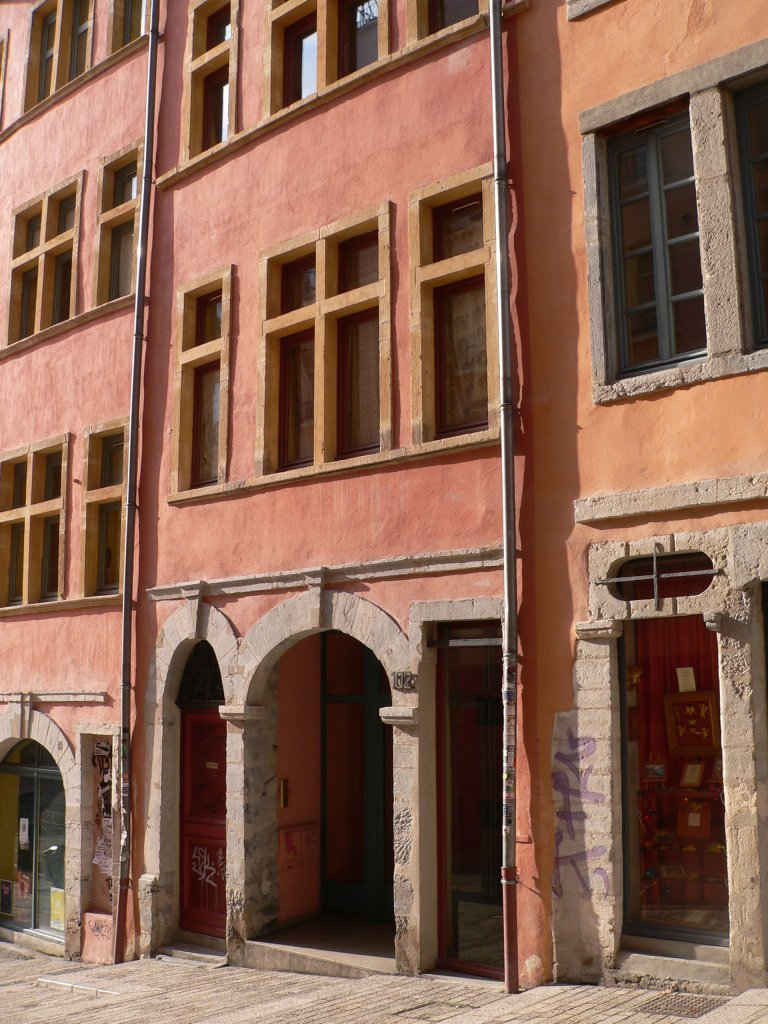
Immeuble ancien
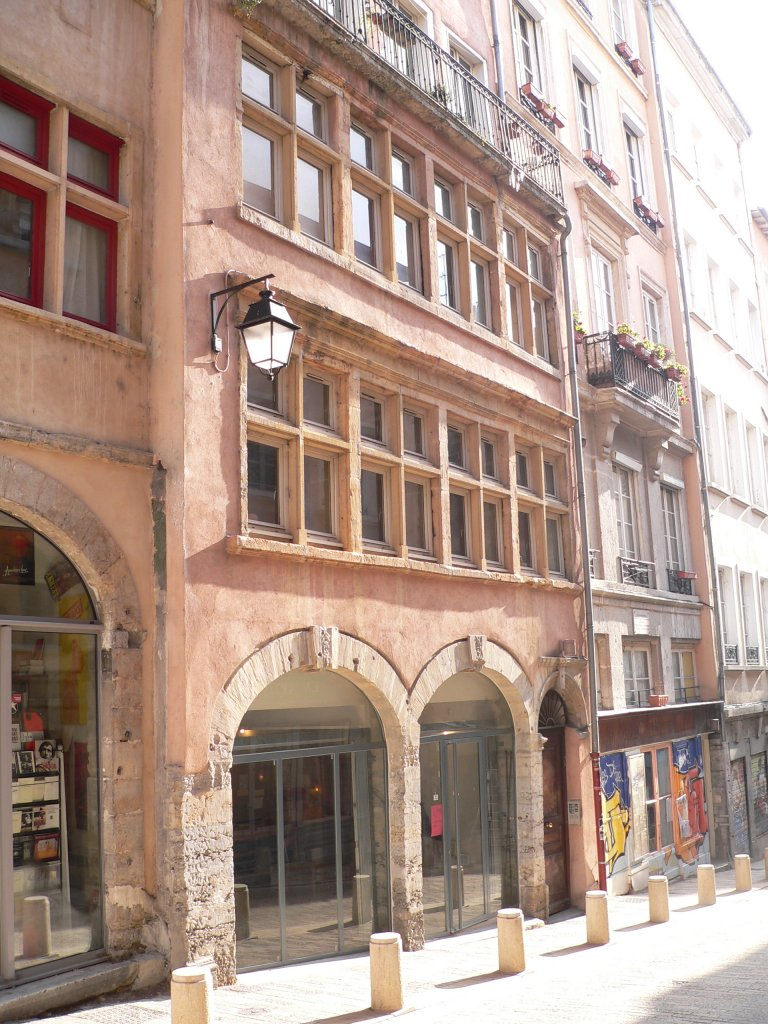
Fenêtres à meneaux - Début de la Grande Côte
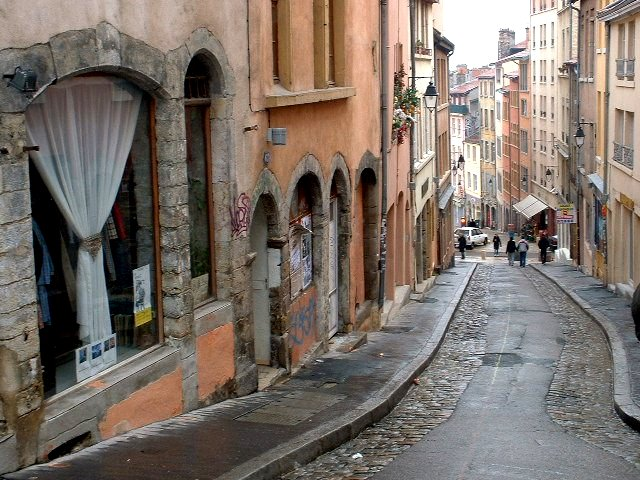
La montée avant la rénovation effectuée au cours des années 2000
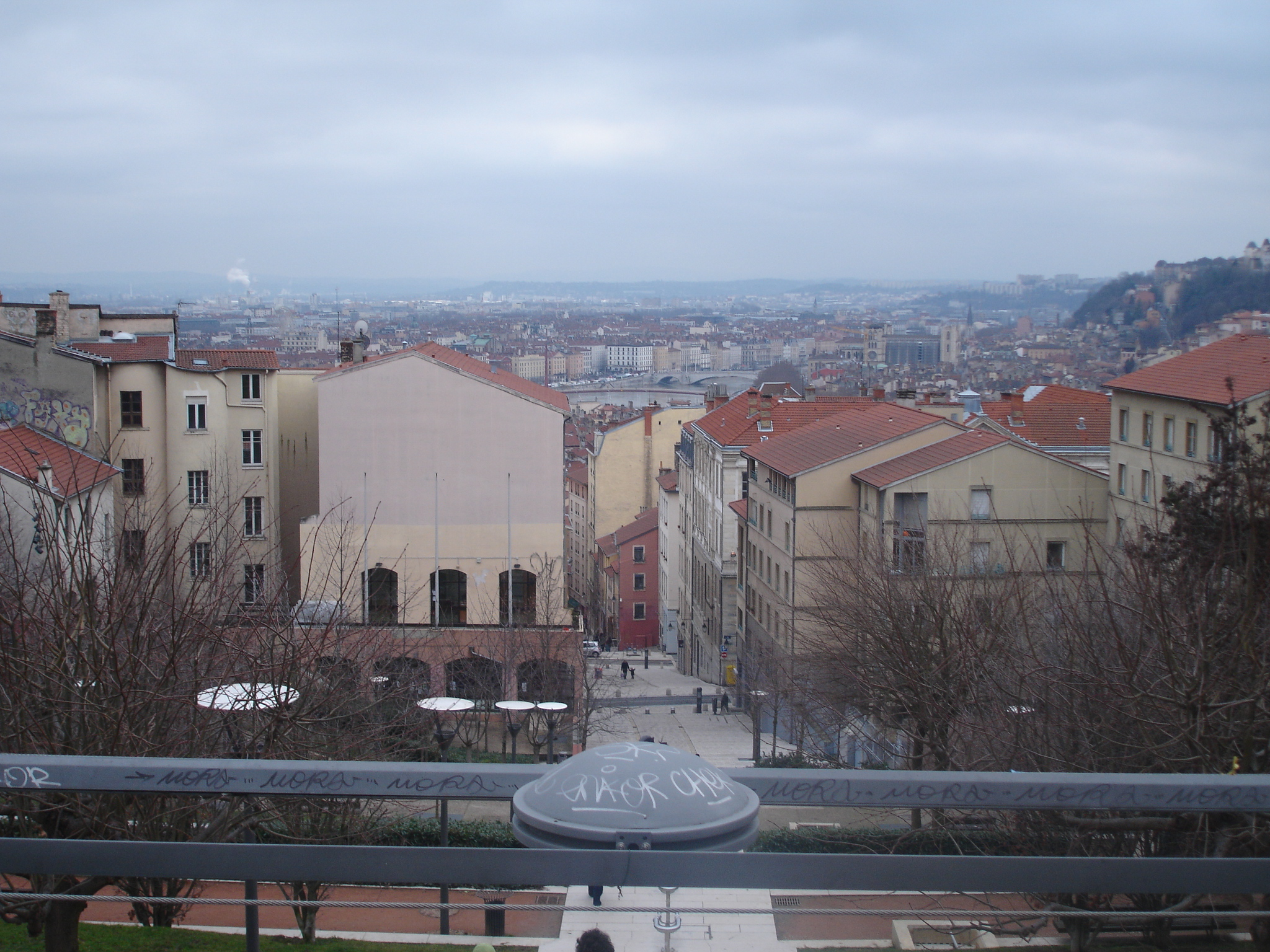
Vue sur Lyon depuis la partie supérieure, aménagée en jardins

### Première coopérative française de consommation
Au début de la montée de la Grande-Côte, (au N°95) on peut lire sur une plaque : « Ici fut fondée en 1835 par Michel Derrion et Joseph Reynier la première coopérative française de consommation Le commerce véridique et social ».
Une épicerie « coopérative » a effectivement vu le jour ici, en 1835 (bien avant le mouvement de Rochdale en Angleterre).

### La Pantoufle de Berliet
En 1895, le jeune Marius Berliet met au point sa première automobile, la Pantoufle, dans la propriété familiale de la Croix-Rousse. Des essais ont lieu montée de la Grande Côte, mais la voiture finit sa course dans la vitrine d'un charcutier.

## Traboules et particularités
- 9, 11, 13 montée de la Grande Côte - 2, 6 rue Pouteau : cour et traboule « montante », ouverte. Ensemble datant de 1986. Très belle vue sur Fourvière et le sud de la ville, deux cours aérées, quatre entrées, sortie côté est.
- 59 montée de la Grande Côte - 8 rue Capponi : traboule à détours, « montante » à flanc de coteau, ouverte. Entrée par une maisonnette, traversant une cour passage. Traboule fermée.
- 69 montée de la Grande Côte - 11 rue Burdeau : traboule à détours, « montante », ouverte. Petite maison ancienne de deux étages. Descente de deux étages par escalier à vis. Traboule fermée.
- 89 montée de la Grande Côte : il y avait là une statue de la Vierge à l'enfant dans une niche en zinc, en imitation draperie. L'enfant a disparu en 1902, la Vierge en 1907[6]
- 100 montée de la Grande Côte : fenêtre à meneaux du XIIIe siècle[7]
- 102 montée de la Grande Côte : longue allée menant à une cour au-dessus de la rue Terme[réf. nécessaire]
- 118 montée de la Grande Côte - 7 rue Terme : traboule dans une maison basse d'un étage. Descendre deux étages sombres dans un couloir étroit. Bâtisse modeste ornée de ferronneries au premier étage.

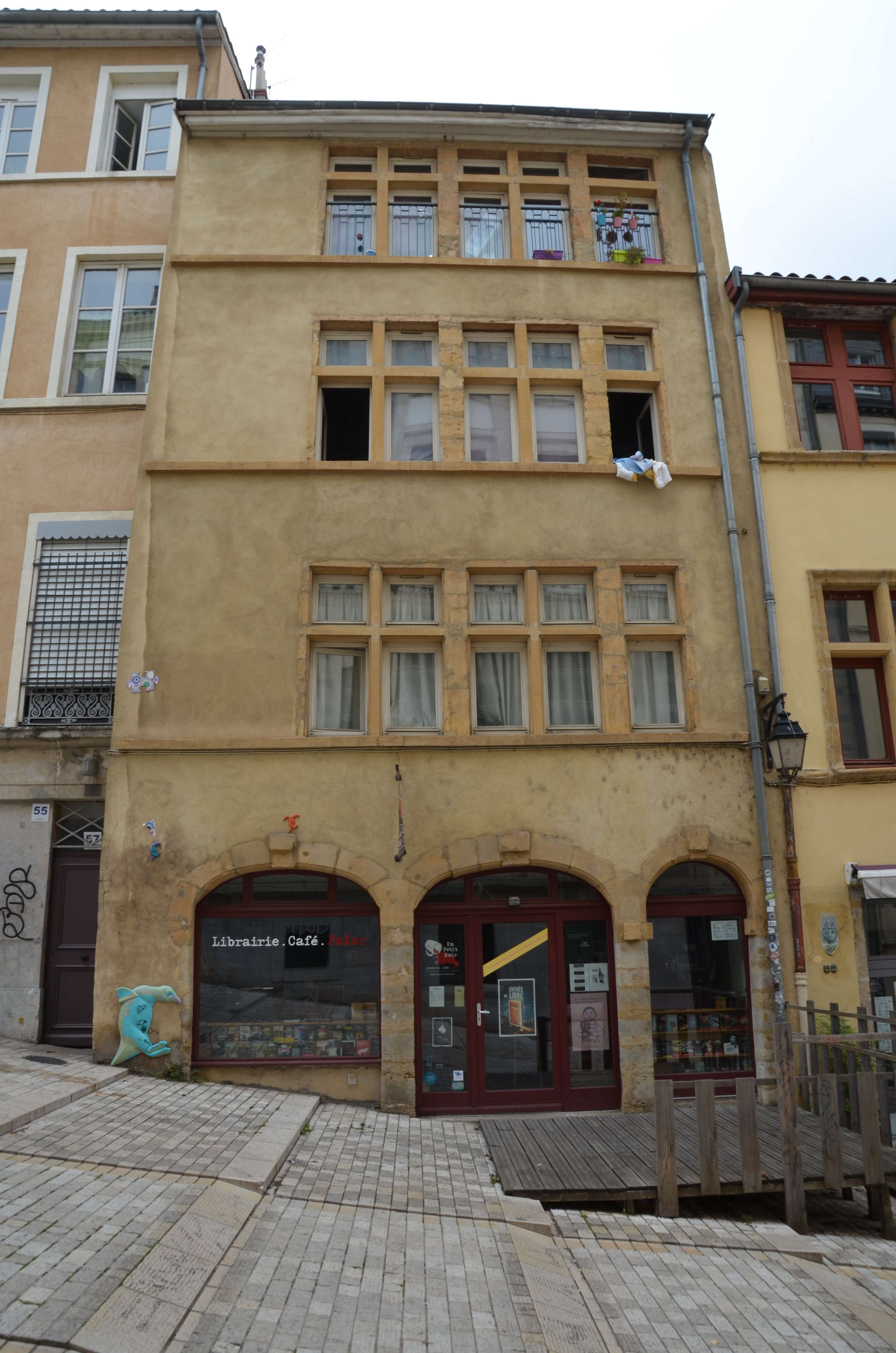
Le numéro 57, en juin 2020.
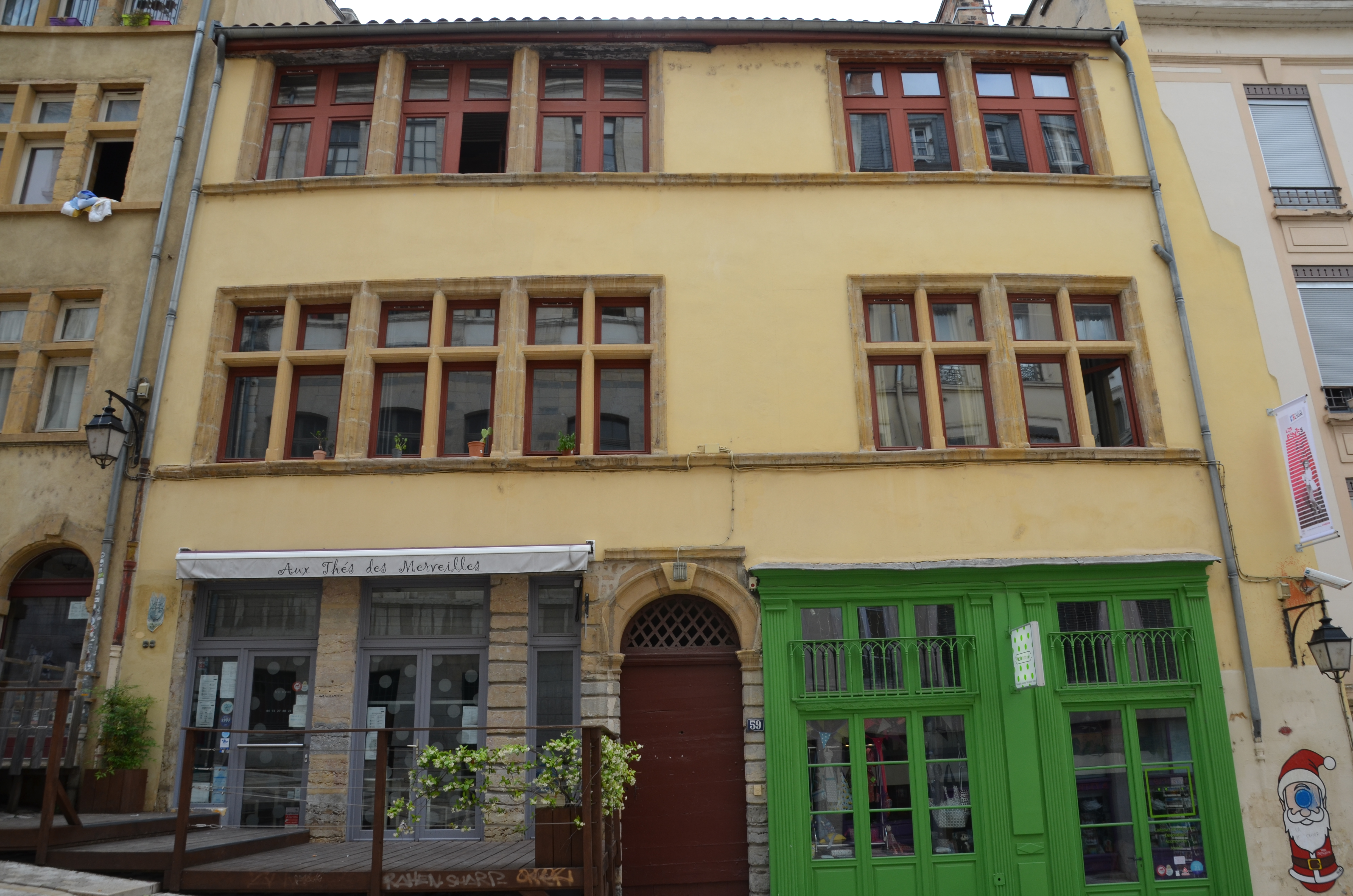
Le numéro 59, en juin 2020.
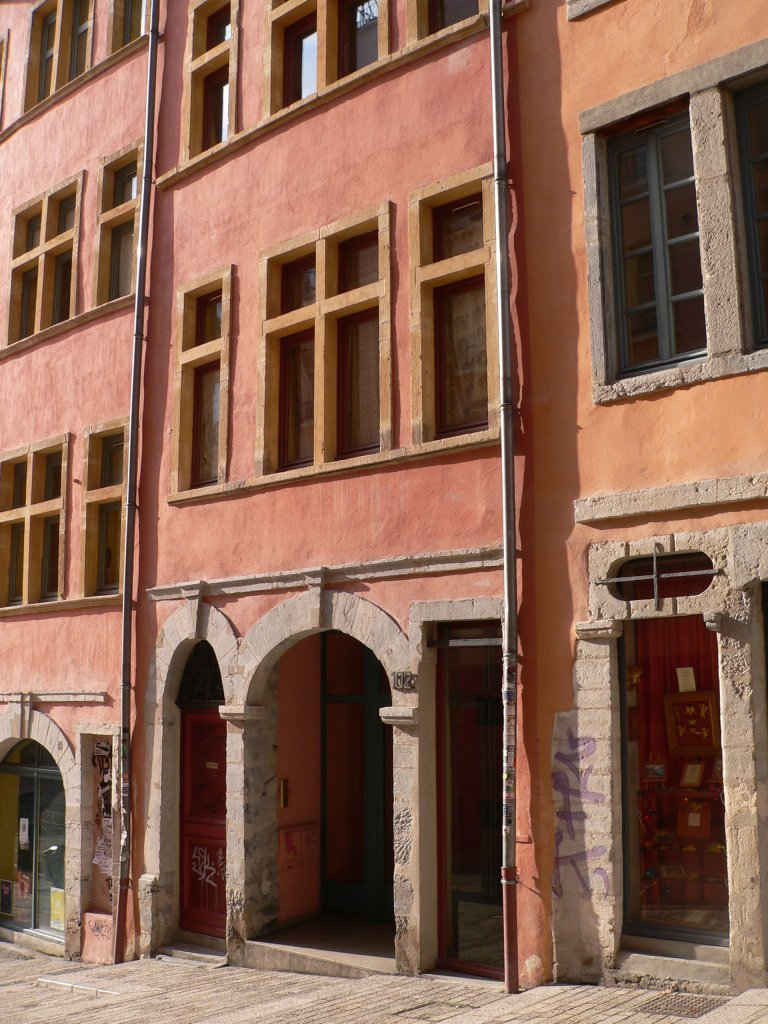
Le numéro 102, en janvier 2007.
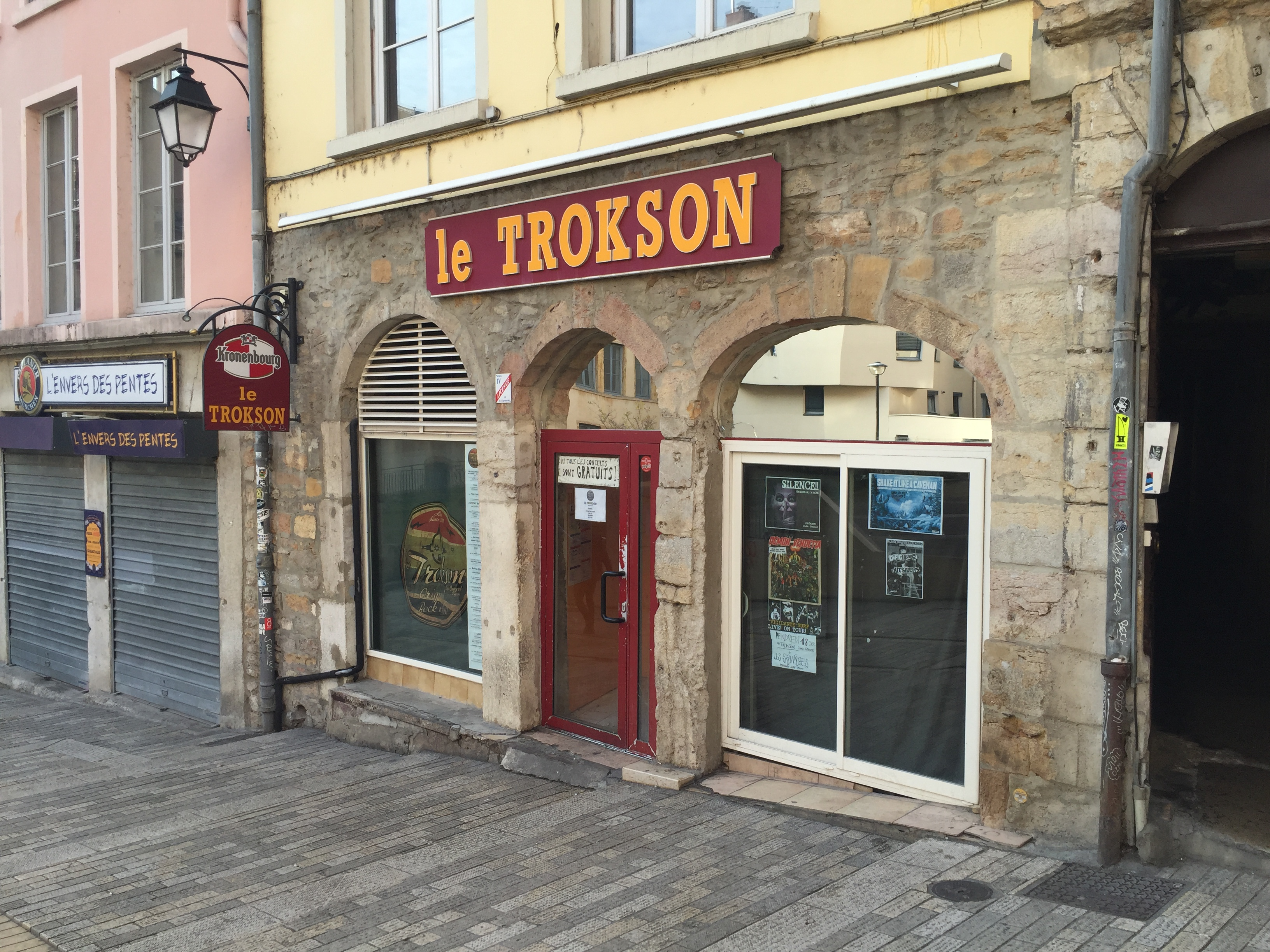
Bar Le Trokson, au numéro 110, en décembre 2015.